# روبن فان كامبن
روبن فان كامبن Robin van Kampen لاعب شطرنج هولندي يحمل لقب أستاذ كبير.
- ولد في 14 نوفمبر 1985 في مدينة بلاريكوم، ونشأ في بوسوم.
- بدأ لعب الشطرنج في سن السابعة واشترك في نادي للشطرنج في سن الثامنة.
- فاز ببطولة هولندا الوطنية للشطرنج تحت 20 سنة، وهو في سن الرابعة عشر.
- حصل على لقب أستاذ كبير وهو في الثامنة عشر وخمسة شهور وسبعة عشر يوماً.
- مثل هولندا في أولمبياد الشطرنج في 2014.

## وصلات خارجية
- روبن فان كامبن على موقع الاتحاد الدولي للشطرنج (الإنجليزية)
- روبن فان كامبن على موقع مباريات الشطرنج (الإنجليزية)
- روبن فان كامبن على موقع 365Chess.com (الإنجليزية)
- روبن فان كامبن على موقع Chesstempo.com (الإنجليزية)
- روبن فان كامبن على موقع اتحاد المراسلات الدولية للشطرنج (الإنجليزية)
- روبن فان كامبن على موقع الاتحاد الأمريكي للشطرنج (الإنجليزية)
- روبن فان كامبن سجل أولمبياد الشطرنج على موقع OlimpBase.org (الإنجليزية)